# Conne Island

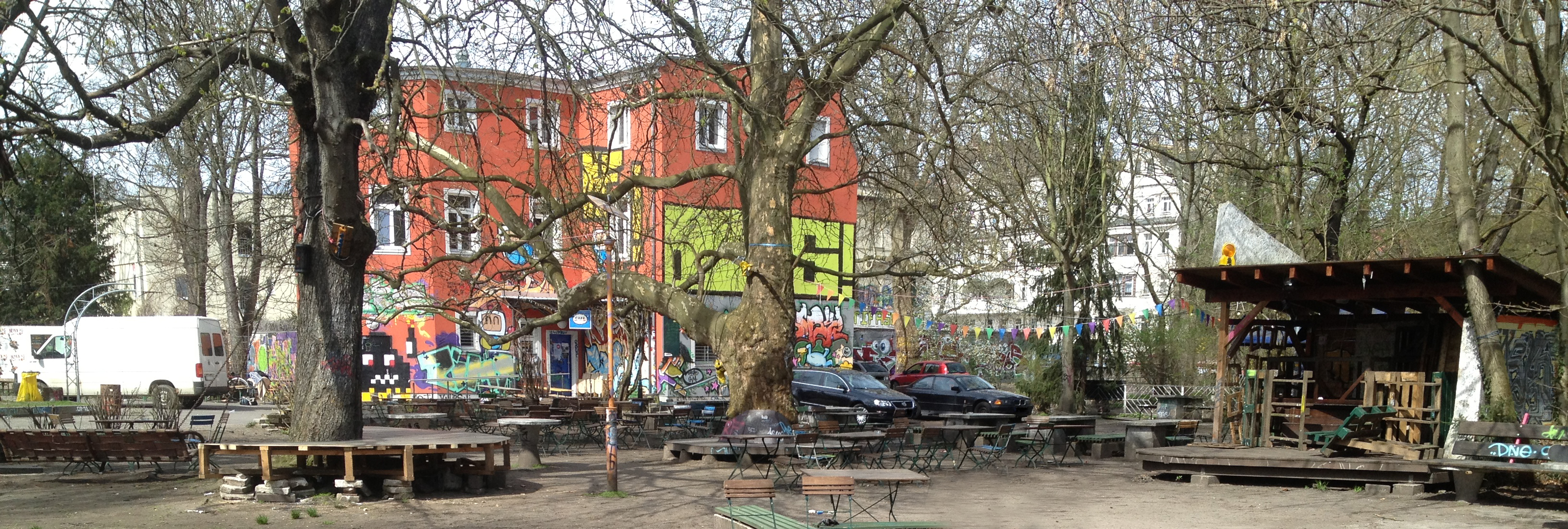
Vorderhaus und Freisitz des Conne Islands im Frühjahr 2013

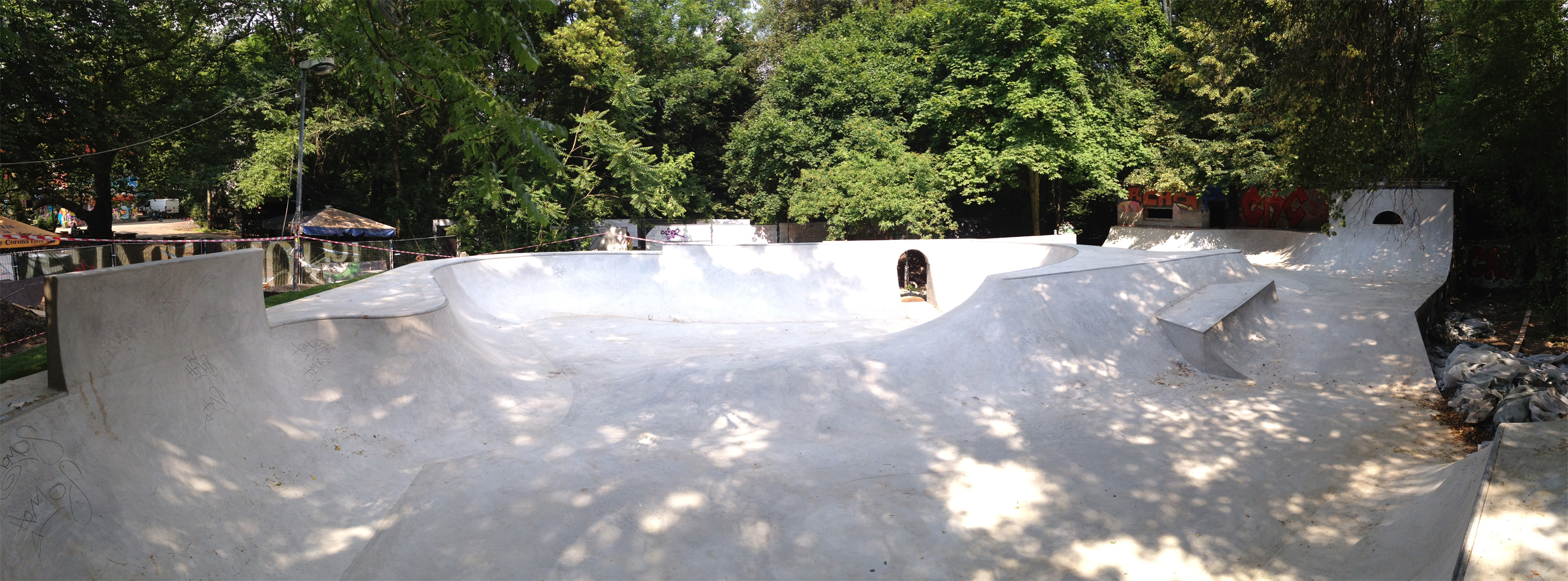
Conne Island Skatepark nach der Sanierung im Jahr 2013

Das Conne Island ist ein alternatives Jugend-Kulturzentrum im Leipziger Stadtteil Connewitz und beherbergt auf seinem Gelände einen großen Outdoor-Skatepark.
Der Name „Conne Island“ spielt auf das New Yorker Amüsierviertel Coney Island an. Im Kulturzentrum finden Konzert- und Diskoveranstaltungen mit Künstlern aus dem alternativen Umfeld der Einrichtung statt. So ist das Kulturzentrum eine Anlaufstelle für die Hardcore- und Punk-Szene, aber auch Hip-Hop, elektronische Musik und Metal finden sich im Programm wieder, so wurde ein Auftritt der Band Mayhem 1990 später unter dem Namen Live in Leipzig veröffentlicht. Im Jahr 1992 fand dort das erste Wave-Gotik-Treffen mit etwa 1500 Teilnehmern statt. Der seit 1994 regelmäßig erscheinende CEE IEH Newsflyer war Austragungsort politischer Debatten, die einem oppositionellen, aus der Wendezeit geborenen Antifaschismus zuzuordnen sind.

## Geschichte

### Der „Eiskeller“ bis 1990

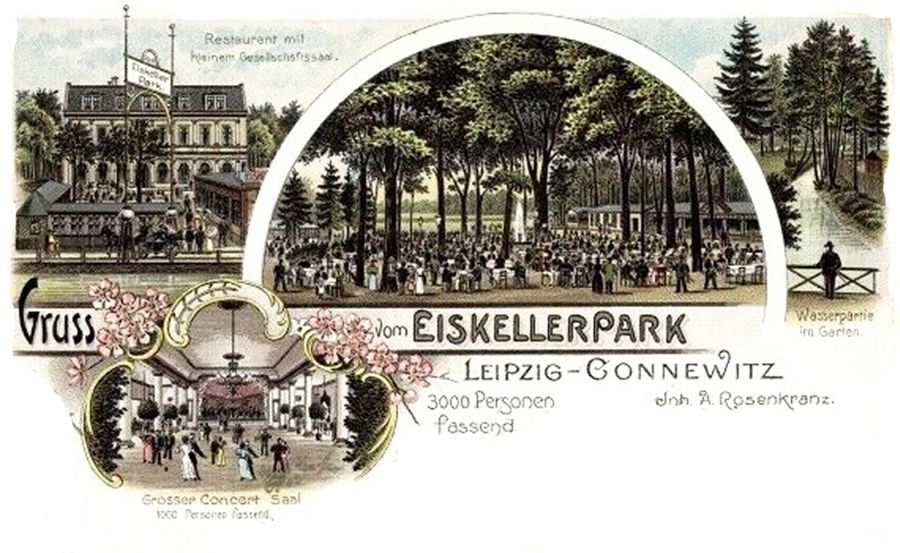
Der Eiskeller um 1900

Das Objekt wurde in der zweiten Hälfte des 19. Jahrhunderts als Ausflugslokal „Eiskeller“ errichtet. Eigentümer war ab 1888/89 Friedrich Albert Rosenkranz. Am 1. September 1920 übernahm Paul Rosenkranz, Sohn von Friedrich Albert Rosenkranz, das Lokal von seinem Vater. Dieser musste das Lokal 1934 aufgrund von Schulden verkaufen. Dieser Umstand veranlasste die Jewish Claims Conference Anfang der 1990er-Jahre, einen Restitutionsanspruch auf den Eiskeller anzumelden, weil zu dieser Zeit noch unklar war, ob es sich bei dem Verkauf um eine sogenannte Arisierung gehandelt hatte. Dies bestätigte sich jedoch nicht. Mitte der 1930er-Jahre stand der Eiskeller leer und verwahrloste. Ende 1937 erwarb die Stadt Leipzig das Gebäude, ließ es umbauen und überließ es unentgeltlich der Hitlerjugend als Gruppenheim. Obwohl das Haus seitdem den Namen „Eiskeller“ nicht mehr offiziell trug, ist diese Bezeichnung in der Bevölkerung immer noch gebräuchlich. Nach 1945 wurde die Anlage in der DDR als FDJ-Jugendclub „Erich Zeigner“ genutzt.

### Zentrum in freier Trägerschaft seit 1991
Die Stadt Leipzig wollte den ehemaligen FDJ-Jugendclub nach dem Ende der DDR schließen und verkaufen. Die im Herbst 1989 entstandene subkulturelle Gruppe Reaktion, die den „Eiskeller“ in der Wendezeit u. a. für ihre Konzerte nutzte, protestierte dagegen. Im März 1991 besetzte sie mit etwa 50 Menschen und dem Plakat „Kommt ein Teil der Kultur nicht in unsere Hand, setzen wir die Stadt in Brand“ kurzzeitig das Leipziger Rathaus. Zugleich bot die Gruppe an, den „Eiskeller“ von der Stadt zu pachten. Die Stadtverwaltung verhandelte mit der Gruppe und überließ schließlich dem zu diesem Zweck gegründeten Projekt Verein das Gelände. Über einen Rahmenvertrag vereinbarten beide Seiten zudem eine finanzielle Förderung durch die Stadt.
Die Methode, dass die Kommune soziokulturelle Zentren nicht selbst betreibt, sondern freien Trägern in Eigenverantwortung überlässt, wird seither als Leipziger Weg bezeichnet. Sie kam beispielsweise auch bei der Kinder- und Jugendwerkstatt (KiJuWe) im besetzten Jugendclub Zoro zum Einsatz. Die Leipziger CDU lehnte diesen Weg ab, da sie befürchtete, dass „städtische Zuschüße (…) zur Unterstützung und Förderung von Hausbesetzungen zweckentfremdet werden“. Die SPD-geführte Stadtverwaltung sah es jedoch als vorteilhaft, Partner in der Connewitzer Szene zu haben, die sie zwar kritisierten, aber im Zweifelsfall auch unterstützten. So lobte das städtische Kulturdezernat den Verein nach der Ausrichtung des BesetzerInnenkongresses 1995 als „streitbare[n] und kooperative[n] Partner“.
Ab 1996 überwachte das sächsische Landesamt für Verfassungsschutz (LfV) das Conne Island, von Februar 1999 bis Oktober 2000 setzte die Behörde zudem Maßnahmen nach dem Artikel 10-Gesetz (Beschränkung des Brief-, Post- und Fernmeldegeheimnisses) ein. In einem Bericht an das Regierungspräsidium Leipzig empfahl das LfV 2003 aufgrund von „private[m] politischen Engagement von Ladenverantwortlichen und [der] Präsenz von politischen Gruppen“ im Conne Island, die öffentliche Förderung zu entziehen. Das Finanzamt Leipzig erkannte dem Trägerverein rückwirkend bis Anfang 1999 die Gemeinnützigkeit ab, da das Conne Island seit jener Zeit eine sogenannte Antifamark auf alle Eintrittskarten erhoben hatte, „um damit Projekte zu unterstützen“.
Den Verlust der Gemeinnützigkeit hatte sich die Stadt Leipzig als außerordentlichen Kündigungsgrund vorbehalten. Allerdings machte die Stadtverwaltung von ihrem Kündigungsrecht keinen Gebrauch, sondern setzte den Pachtvertrag fort. Zudem leistete das Kulturamt der Stadt auch weiterhin seine finanzielle Förderung für das Conne Island. Im neuen Rahmenvertrag von 2004 erklärte der Verein, dass er „jegliche gewaltsame Konfrontation in der politischen Auseinandersetzung ablehnt“ und verpflichtete sich, „politische Äußerungen Dritter in seinen Publikationen nur zu dokumentieren, sofern sie dem Grundsatz des Gewaltverzichts nicht widersprechen“. Das Conne Island wurde zu einer „Sicherheitspartnerschaft mit der Stadt“ verpflichtet und bekannte sich „zu einer deeskalierenden Mittlerrolle“.
Überregionale mediale Aufmerksamkeit erhielt das Kulturzentrum im Oktober 2016 durch seinen offensiven Umgang mit Vorfällen sexueller Belästigung durch Flüchtlinge. Das im Sommer 2015 eingeführte Projekt des „Refugee-Fuffzigers“, bei dem Flüchtlinge zu Veranstaltungen im Conne Island nur 50 Cent Eintritt zahlen mussten, wurde wieder beendet. Dieses Angebot sei „durch junge Männer mit Migrationshintergrund“ missbraucht worden, „die in größeren Gruppen insbesondere Tanzveranstaltungen am Wochenende besuchen und den geringen Eintritt gern bezahlen, um dort für Stress zu sorgen“.
Im Frühjahr 2018 veranstaltete eine externe Gruppe im Conne Island eine Veranstaltungsreihe mit dem Namen „70 Jahre Israel“, bei dem auch der Antideutsche und selbsternannte „Islamhasser“ Thomas Maul mit einem Vortrag „Zur Kritik des islamischen Antisemitismus und seiner Bagatellisierung“ auftrat. Während seiner Rede behauptete Maul, dass die Alternative für Deutschland „die einzige israelsolidarische, antisemitismuskritische und – zumindest, was das muslimische Patriarchat betrifft – patriarchatskritische Partei“ in Deutschland sei. Der Auftritt löste Streit in der linken Szene aus. Eine „Initiative für eine linke Gegenkultur“ rief zum Boykott des Conne Island auf.

## Aktivitäten

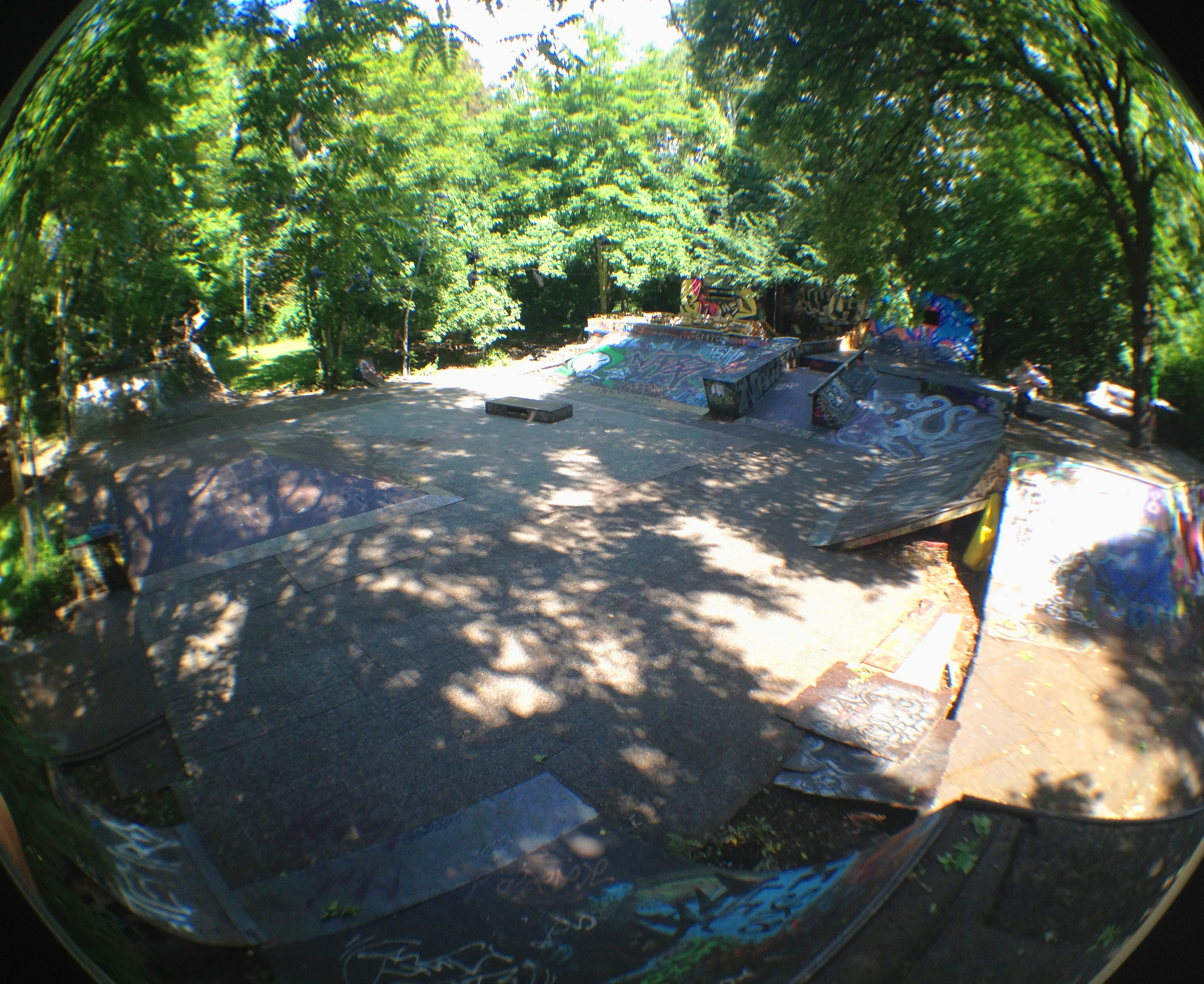
Conne Island Skatepark (2012)

Auf dem Gelände, das am Rande des Leipziger Auenwaldes liegt, wird ein Café mit Freisitz betrieben und es gibt Möglichkeiten, Sport zu treiben. Einige Räume werden auch von Bands als Proberaum genutzt. Seit 2011 werden die Gebäude und das Gelände nach und nach modernisiert. So wurde 2013 der bisher aus Holz gebaute Skatepark durch eine Beton Bowl ersetzt.

## Auszeichnungen
- APPLAUS 2023 – Preis für beste Livemusikstätte[8]

## Veröffentlichungen
- Conne Island (Hrsg.): 20 YRS – Noch lange nicht Geschichte., Verbrecher Verlag, Berlin 2011, ISBN 978-3-940426-97-0.
- Conne Island (Hrsg.): Auf dem Klo habe ich noch nie einen Schwan gesehen. Erinnerungen aus 30 Jahren Conne Island, Verbrecher Verlag, Berlin 2021, ISBN 978-3-957325-03-7.